# Hyssna
Hyssna – miejscowość (tätort) w Szwecji, w regionie administracyjnym (län) Västra Götaland, w gminie Mark.
Według danych Szwedzkiego Urzędu Statystycznego liczba ludności wyniosła: 665 (31 grudnia 2015), 713 (31 grudnia 2018) i 728 (31 grudnia 2019).